# Ingrés
Un ingrés, en termes econòmics, és tota entrada financera que rep una persona, una família, una empresa, una organització, un govern, etc. El tipus d'ingrés que rep una persona o una empresa o organització depèn del tipus d'activitat que realitzi (un treball, un negoci, una venda, etc.).
L'ingrés és una remuneració que s'obté per realitzar una activitat. Habitualment en forma de diners, els ingressos poden ser per venda de mercaderia, per interessos bancaris d'un compte, per préstecs o qualsevol altra font.

## L'ingrés total
L'ingrés que rep un treballador assalariat pel seu treball és el salari. Si aquesta és l'única activitat remunerada que va fer la persona durant un període, el salari serà el seu ingrés total. Per contra, si aquesta persona, a més del seu salari, arrenda un apartament de la seva propietat a altra persona, els diners que li paga aquesta altra persona per l'arrendament també són un ingrés. En aquest últim cas, el salari més els diners de l'arrendament constituïxen l'ingrés total.
L'ingrés total s'obte multiplicant el nombre d'unitats venudes(X) pel preu de cadascuna(P).
IT=P·X
Els ingressos poden ser utilitzats per a satisfer necessitats. Quan una empresa ven la seva producció o els seus serveis a un client, el valor de la compra, pagada pel client, és l'ingrés percebut per l'empresa. Aquests ingressos poden ser utilitzats per les empreses per a pagar els salaris dels treballadors, pagar els béns que van utilitzar per a la producció (costos), pagar els crèdits que hagin obtingut, donar rendiments als propietaris de l'empresa, estalviar, realitzar noves inversions, etc.